# أرطغرل ساغلام
أرطغرل ساغلام (19 نوفمبر 1969- ) هو مدرب تركي ولاعب تركي سابق. 

## ارطغرل سغلام
ارطغرل سغلام ولد في 19 نوفمبر 1969 وهو مدرب تركي ولاعب تركي سابق، ولقد اختير سابقا ضمن أفضل 20 مدرب
في مجلة الأبطال الرياضية المتخصصة بكرة القدم عام 2006، حينما كان يدرب «قيصري سبور» وفاز معه بـ كأس الأنترنتو 2006
و سابقا لعب لـ نادي غازي عنتاب ونادي سامنسبور وبيشكتاش أيضا، وفي 16 مايو 2010 حقق إنجازه الحقيقي وهو الفوز بلقب الدوري
التركي الممتاز مع فريق بورصا سبور، بعد أن فاز على بيشكتاش بملعبه بنتيجة 2-1، وحقق اللقب بعد أن كان فنربخشة يليه بنقطة واحدة فقط وكان
صاحب اقوى دفاع وأقوى هجوم في الدوري، حيث كان في أول مواسمه مع بورصا سبور ووقع معه في يناير 2009 وفاز معه باول موسم له مع الفريق.

## مسيرته الكروية من 1986 إلى 2003
في مسيرته الرياضية على الملاعب وبعيدا عن التدريب، مع المنتخب التركي لعب 30 مباراة وسجل 10 أهداف واختير ضمن تشكيلة
بطولة الـ يورو لعام 1996، بدايته لعب مع فنربخشة للشباب ولكنه لم يلعب ابدا مع الفريق الأساسي بعدها وقع مع غازي عنتاب لعب مع الفريق
لمدة سنتين ولم يحقق شيء يذكر سوى انه انتقل بعدها إلى سمانسبور حيث لعب معه لمدة 9 سنوات متتالية ولعب معه 138 مباراة وسجل
42 هدف طوال مسيرته مع سمانسبور ثم ساهم مع الفريق تحقيق لقب كاس تركيا مرتين مع الفريق في عام 1991 وعام 1993
و في سنة 1994 وعندما قرر ان ينتقل بعد تلك المدة الطويلة مع سمانسبور، كانت وجهته نادي بيشكتاش حيث حقق أعلى صفقة انتقال
في تركيا ذلك الوقت حينما انتقل بمبلغ 70 بــليون ليرة تركية، ما يقارب 3 ملايين دولار كان يلعب سابقا في سمانسبور بمركز الوسط ومهاجم
ولكن عندما ذهب لبيشكتاش ومع مدرب النادي حينها جون توشاك جعل ارطغرل يلعب في مركز وسط مدافع، ونجح في مركزه الجديد في الست سنوات
التي لعبها مع بيكشتاش حيث لعب 167 مباراة وسجل 103 أهداف مع النادي رغم مركز في الملعب ولكن بعد تلك السنين عاد من جديد إلى فريق سمانسبور
بعد صفقة تبادل بين الناديين فحصل بيشكتاش على ايرمان جركور وعاد ارطغرل إلى ناديه سمناسبور، ولعب معه مرة أخرى وفي تلك الفترة في عام 2000
إلى 2003 حتى اعتزل لعب كرة القدم وفي تلك الفترة في 3 سنوات لعب في 75 مباراة وسجل 21 هدف.

## مدربا لـ سمانسبور
بعد أن حقق لقب الدوري مرتين مع فريق سمناسبور 1991 و1993 مع النادي واعتزاله للعب 2003 أصبح مديرا فنيا لـ سمناسبور
في يوليو 2003 حيث وقع عقدا مدته سنتين ليكون مدرب النادي في أولى مبارياته خسر من بيشكتاش 3-1 وفي أول 10 مباريات
لم يحقق النادي سوى انتصارين فقط، وأكبر فوز له على مالطيا سبور بـ 5 أهداف مقابل لا شيء، ولكن لم تهمه أولى المباريات
حيث أنه حقق النصر على اندية إسطنبول كلها الثلاثة على بيشكتاش فاز 4-0 وعلى فنربخشة فاز بـ3-0 وعلى غلطة سراي 1-0
و انهى الموسم بالمركز السابع في جدول الدوري، لكن في موسم 2004\2005 كان موسم سيئ للفريق ولم يحققه معه اشياء مهمة
حتى انهى الموسم بالمركز الـ12 في جدول الترتيب.

## مدربا لـ قيصري سبور
انتقل لتدريب قيصري سبور من يوليو 2005 إلى مايو 2007، في موسم 2005\2006 انهاه مع الفريق في المركز الخامس
بـ 51 نقطة، وكانت أهم انتصارته 7-2 على مانيا سبور ثم 5-0 على سيفاس سبور و1-0 على فنربخشة وحقق انتصار على فريقه القديم
الذي دريه، 6-3 على سيناسبور والأهم في موسم 2006 كان متاهلا ليلعب على المسابقة الأوروبية إنترنتو عندما حقق اللقب مع قيصري سبور
كاول لقب أوروبي، حيث فاز على سوبريون ولاريسا بع فوز الإنترنتو أصبح مؤهلا أيضا ليلعب في بطولة «الاتحاد الأوروبي» وفاز في التصفيات
على النادي الألباني «تيرانا» 5-1 ثم تاهل للجولة الثانية لكن خرج على يد الكمار الهولندي بعد الخسارة بنتيجة 4-3، ولكن في الدوري التركي
حقق المركز الخامس حيث ابتعد عن المركز الثالث بـ 3 نقاط فقط عن غلطة سراي، بعدها انتهى من مهمته من قيصري سبور.

## مـدربا لـ بيشكتاش التركي
وقع مع نادي بيشكتاش في 2007 وأصبح مدربا له في ذلك العام 2007\2008 وحينها في ذلك الموسم وبدايته مع
نادي النسور حقق المركز الثاني مع النادي خلف البطل غلطة سراي بفرق 6 نقاط ولكن كان موسما جيدا لبيشكتاش أيضا
وفي نفس الموسم أصبح بيشكتاش جزا من تاريخ كرة القدم عندما خسر بدوري ابطال أوروبا على ملعب انفيلد رود من ليفربول
بنتيجة كبيرة جدا وهي 8-0، والموسم الذي يليه لم يحقق شيء يذكر سوى حتى خرج من النادي وترك التدريب.

## مدربا لـ بورصا سبور
يناير 2009 وقع مع نادي بورصا سبور وقع عقدا مدته 3 سنوات مع النادي ليكون مدربا فنيا له قبله وقع النادي مع ناديين
ولكن بسبب النتائج السيئة تم تبديلهم ووقعوا مع ارطغرل سجلام، مع النادي وفي أول مباراة له مواجها لـ فنربخشة بكاس تركيا ولكن
خسر من فنربخشة بهدفين مقابل لاشيء وأول مباراة في الدوري فاز على إسطنبول بي بهدفين مقابل لا شيء، ظا بورصا سبور معه النادي الغير مهزوم إلى
شهر مارس حتى خسر من غلطة سراي 2-1، قبل نهاية نصف الموسم انهاه بخسارتين فقط وكان ناجحا جدا مع الفريق حتى انهى الموسم 2008\2009 في المركز
السادس وذهب عنهم مركز التاهل للبطولة الأوروبية فقط بثلاث نقاط.
لكن في الموسم الذي تلاه في 2009\2010، وثاني مواسمه مع بورصا سبور، في الأسبوع الـ17 حقق المركز الأول وتصدر الدوري التركي
وقبل نهاية منتصف الموسم حقق الفوز على غلطة سراي على ملعبهم في إسطنبول وانتصر على بيشكتاش بـ نتيجة 3-2 وانتصار كبير على فريق إسطنبول
بنتيجة 6-0 وانتصار على فنربخشة بـ نتيجة 3-2 ولكنه خسر من فنربخشة في الكاس بـ 4-3، وفي أبريل 2010 كان
بورصا سبور متصدرا للترتيب العام حتى قال في الصحف ان بورصا سبور قادما ليكون نادي القمة في تركيا، وقبل نهاية الموسم بـ 5 جولات
كان في المركز الثاني وكان وقتها المتصدر فنربخشة واستمر بالصدارة حتى الجولة الأخيرة وكان يبتعد عن فنربخشة المتصدر بنقطة واحدة
ومباراته الأخيرة كانت ضد بيشكتاش البطل السابق وكان يعلم أن المباراة مصيرية بالنسبة له حيث في لقاء مع الفيفا
قال «اتمنى ان احقق اللقب هذه المرة، ونصمد ونحاول ان نحقق النصر طوال 90 دقيقة»
و الجولة الأخير تعادل فنربخشة مع طربزون سبور وانتصار بورصا سبور بهدفين مقابل هدف ووقتها حققوا اللقب
وتصدر بورصاسبور الدوري بفرق نقطة عن فنربخشة وبعد ذلك ظل يقول المدرب «لقد أصبح بورصاسبور فريق اسطوري، لقد صنعنا التاريخ»

## ألــقــابــه وإنـجـازاتـه
كـ لاعب:-
مع سمناسبور لقب الدوري في عامي (1991 و1993)
مع بيشكتاش لقب الدوري في عام (1995)
كأس تركيا عام (1998)
كأس السوبر التركي (1998)
كـ مدرب:-
مع قيصري سبور لقب الإنترنتو الأوروبي عام (2006)
مع بورصا سبور لقب الدوري التركي الممتاز عام (2009\2010)

## وصلات خارجية
- أرطغرل ساغلام على موقع اتحاد تركيا (لاعب) (الإنجليزية)
- أرطغرل ساغلام على موقع اتحاد تركيا (مدرب) (الإنجليزية)
- أرطغرل ساغلام على موقع قاعدة بيانات كرة القدم.إي يو (الإنجليزية)
- أرطغرل ساغلام على موقع ناشيونال فوتبول تيمز (الإنجليزية)
- أرطغرل ساغلام على موقع عالم كرة القدم.نت (الإنجليزية)